# Munich Sound

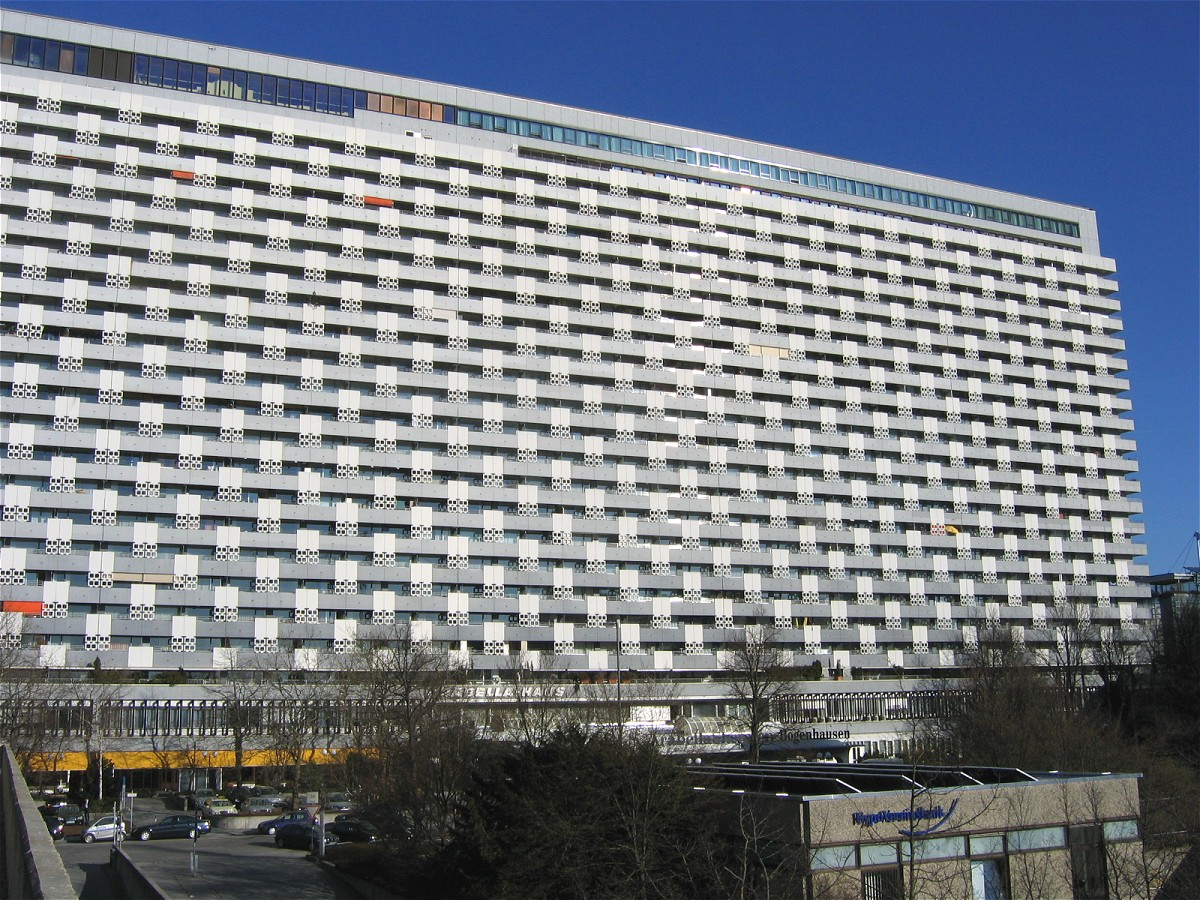
Münchner Arabella-Hochhaus, in dessen Keller sich die Musicland Studios befanden

Munich Sound ist eine Stilrichtung der Euro-Disco-Musik der 1970er Jahre. Das spezifische Kennzeichen dieser Musikrichtung war der dominante Einsatz von Streichergruppen. Entstanden ist diese Form der Musik in München, wo sie auch hauptsächlich produziert wurde (Musicland Studios).
Als einer der Urväter des Munich Sound gilt Giorgio Moroder mit Donna Summer als Sängerin. Weitere typische Vertreter des Munich Sound waren u. a. Silver Convention und Orlando Riva Sound.